# Peter Goldmark
Peter Goldmark (en húngaro: Goldmark Péter Károly) (2 de diciembre de 1906 - 7 de diciembre de 1977) fue un inventor húngaro nacionalizado estadounidense en 1937, que destacó en el campo de la ciencia y en el mundo de los negocios, donde desarrolló su carrera como ejecutivo, organizador y administrador. Entre las patentes que registró durante su vida (que fueron más de 150) destacan especialmente las obtenidas por la invención del disco LP y de un sistema de televisión en color.

## Semblanza
Peter Carl Goldmark nació en 1906 en Budapest, Hungría. Cuando tenía ocho años de edad, sus padres se divorciaron. Su madre se volvió a casar, y se mudó con ella a Viena, donde se graduó en 1926 y realizó sus primeras experiencias con la televisión, con el objetivo de llegar a colaborar con el físico británico John Logie Baird. Tras graduarse, se mudó a Inglaterra para trabajar en Pye Radio como ingeniero de televisión. Después de pasar dos años como jefe del departamento de televisión, se mudó a Nueva York en 1933, donde trabajó como consultor para numerosas compañías de televisión y radio. 
En 1936, aceptó un puesto como ingeniero en la Columbia Broadcasting System (CBS), dando origen a los primeros intentos de transmitir televisión en color en 1940. Durante una luna de miel pospuesta con su segunda esposa en Montreal en la primavera de 1940, Peter Carl Goldmark asistió a una proyección de la película Lo que el viento se llevó en tecnicolor. Quedó fascinado por las imágenes en color y rápidamente tuvo la idea de introducir imágenes en color en la televisión. Después de regresar a los Estados Unidos, se propuso crear un prototipo de TV en color. El resultado, que llamó "Sistema secuencial de campo", se convirtió en su debut de demostración en Nueva York el 29 de agosto de 1940. Logró proyectar imágenes en color de flores, de una embarcación de color rojo navegando hacia una puesta de sol y de una niña persiguiendo una pelota el 2 de diciembre de 1940. El sistema transmitió las primeras imágenes de TV en vivo en color en los canales experimentales de la CBS, filmadas con una rueda tricolor de rotación rápida, y la pantalla se realizó con un dispositivo similar. Sin embargo, dado que el sistema era incompatible con el sistema de receptores y de transmisión en blanco y negro existente entonces, resultó demasiado poco práctico para la Comisión de Comunicaciones, que demoró su aprobación final. Después de un breve intervalo de un sistema no compatible con versiones anteriores en 1953, la CBS y la NBC decidieron a favor del sistema NTSC, que lleva el nombre del comité del mismo nombre.
Irónicamente, las cámaras que utilizan el sistema de rueda de color continuaron siendo utilizadas para la investigación científica durante varias décadas más, incluidas las cámaras de televisión en color utilizadas en la superficie lunar durante todos los alunizajes del programa Apolo de la NASA durante la década de 1970.
En Columbia Records trabajó en el formato de disco fonográfico LP, desarrollando entre 1945 y 1948 el disco de vinilo, que permitió reducir la velocidad de los tocadiscos de 78 a 33⅓ rpm. En 1948, Goldmark inventó el disco plástico de larga duración, que pronto reemplazó al disco de goma laca. También trabajó en el desarrollo de nuevas tecnologías relacionadas con el LP, como el Highway Hi-Fi, un sistema diseñado para reproducir discos LP de 7 pulgadas en automóviles.
Después del éxito del disco LP, pasó las siguientes dos décadas en los laboratorios de la CBS trabajando en varios inventos, el principal de los cuales fue el EVR, un grabador de vídeo electrónico. Este dispositivo por entonces futurista de reproducción de vídeo en el hogar utilizaba carretes de película almacenados en casetes de plástico para grabar electrónicamente señales de audio y vídeo, y se anunció por primera vez en 1967. En 1969 se demostró un prototipo en blanco y negro (con la expectativa de la reproducción en color en modelos futuros), pero la invención fracasó porque resultó ser difícil y costosa de fabricar. La CBS también estaba preocupada por el potencial de la competencia de los dispositivos de vídeo domésticos, particularmente aquellos que podían grabar la señal recibida, un temor que finalmente resultó premonitorio. Al igual que con la televisión en color, el sistema basado en películas EVR de Goldmark fue reemplazado por otra tecnología (en este caso, el formato U-matic de Sony, que utilizaba cintas de 3/4" a finales de 1971), ya que el formato de cinta de casete era más barato y más efectivo. Sin embargo, los discos de vinilo de larga duración de Goldmark siguieron siendo el estándar en la industria de la música hasta que el disco compacto reemplazó al LP a fines de la década de 1980.
Goldmark también contribuyó al desarrollo de las fotocopias y de los casetes de audio.
En 1936 se casó con Muriel Gainsborough, pero el matrimonio duró poco y la pareja se divorció. Al año siguiente se convirtió en ciudadano estadounidense. El 12 de enero de 1940, se casó con Charlotte Frances; tuvieron cuatro hijos, Frances Massey, Peter Carl Jr., Christopher y Andrew. El matrimonio terminó en divorcio en 1954. Posteriormente se casó con su secretaria Diane Davis, con quien tuvo otros dos hijos, Jonathan y Susan.
Falleció en 1977 en el Condado de Westchester (Nueva York) a consecuencia de un accidente de tráfico.

## Reconocimientos
- Por el desarrollo del LP fue incluido en el National Inventors Hall of Fame.
- Desde 1967 fue miembro de Academia Nacional de Ingeniería de Estados Unidos.[7]
- En 1972 fue elegido para la Academia Estadounidense de las Artes y las Ciencias, así como para la Academia Nacional de Ciencias de Estados Unidos[8]
- En 1976 recibió la Medalla Nacional de Ciencia (Estados Unidos)[9]